# 印第安兔棋
印第安兔棋（Indian and jackrabbits），是流傳於新墨西哥州、亞利桑那州的北美印地安人的虎棋類遊戲，勝利條件與多數虎棋不同。

新墨西哥州的印度安兔棋棋盤

## 棋具
- 新墨西哥州流傳的棋盤為五橫五豎橫縱線交叉，另有東南-西北向、西南-東北向的斜線各三條，共二十五個棋點。
- 亞利桑那州流傳的棋盤只有五橫五豎橫縱線交叉，同樣二十五個棋點。

- 分為兩方：兔方、人方。
  - 兔方：有十二枚稱為兔的棋子。
  - 人方：有一枚稱為人的棋子。

## 規則
- 棋子皆放在棋點，沿線移動。

- 人棋子各放在棋盤中點。十二枚兔棋子放在一邊的兩行底線、與第三行兩側棋點。

- 人方可能有兩種行動之一：
  - 吃子：沿線跳過一枚鄰點的兔棋子落到同方向的緊連空點，然後把被跳過的敵棋移出棋盤不再使用。
  - 移子：沿線移動一己子到空鄰點。

- 兔方沿線移動一己子到空鄰點。

- 人方以吃掉至少一枚兔棋子獲勝。

- 兔方讓十二枚兔子都到達初始布置的對稱點獲勝[2]。